# XXIV Torneio Internacional Solverde em Hóquei em Patins
A Associação Académica de Espinho, organiza um dos torneio mais antigos de hóquei em patins de pre-época. Torneio Internacional Solverde em Hóquei em Patins Torneio com o principal pratrocinio do Casino Solverde (Espinho)
A Câmara de Espinho presta apoio na divulgação do torneio.
A 24 edição decoreu entre os dias 05 e 06 de Setembro, com o HC Liceo Coruña a conquistar mais um Troféu.

## Meias Finais
| Setembro 27, 2013 | AA Espinho | 5 - 6 | HC Liceo Coruña | Pavilhão Arq. Jerónimo Reis |
| 20:30             |            |       |                 |                             |

| Setembro 27, 2013 | UD Oliveirense                                    | 4 - 6 | HA Cambra | Pavilhão Arq. Jerónimo Reis |
| 22:00             | Tó Silva André Azevedo Rúben Pereira Diogo Silva. | [ 2 ] |           |                             |

## 3º e 4º Lugar
| Setembro 28, 2013 | AA Espinho | 6 - 3 | UD Oliveirense | Pavilhão Arq. Jerónimo Reis |
| 16:00             |            |       |                |                             |

## Final[3]
| Setembro 28, 2013 | HC Liceo Coruña | 4 - 2 | HA Cambra | Pavilhão Arq. Jerónimo Reis |
| 17:30             |                 |       |           |                             |